# خوسيه مانويل خيمينيز
خوسيه مانويل خيمينيز أورتيز (بالإسبانية: Mané)‏ (مواليد 21 ديسمبر 1981 في تاريفا - إسبانيا) لاعب كرة قدم إسباني يلعب حاليا لصالح نادي الدرجة الأولى خيتافي الإسباني منذ 2009 في مركز الظهير الأيسر كما يجيد اللعب في مركز الجناح الأيسر .

## روابط خارجية
- خوسيه مانويل خيمينيز على موقع قاعدة بيانات كرة القدم.إي يو (الإنجليزية)
- خوسيه مانويل خيمينيز على موقع Soccerway.com (الإنجليزية)
- خوسيه مانويل خيمينيز على موقع عالم كرة القدم.نت (الإنجليزية)
- خوسيه مانويل خيمينيز على موقع كووورة
- خوسيه مانويل خيمينيز على موقع AS.com (الإسبانية)